# Luca Marinelli
Pour les articles homonymes, voir Marinelli.
Luca Marinelli, né le 22 octobre 1984 à Rome, est un acteur italien.

## Biographie
En 2010, il débute au cinéma dans le film dramatique La Solitude des nombres premiers (La solitudine dei numeri primi).
Marinelli obtient sa première nomination au David di Donatello du meilleur acteur pour le rôle dans le film Chaque jour que Dieu fait (Tutti i santi giorni) du réalisateur Paolo Virzì. En 2013, il participe au film La grande bellezza de Paolo Sorrentino dans un rôle secondaire.
Il reçoit une deuxième nomination au David di Donatello pour le film Mauvaise Graine (Non essere cattivo) de Claudio Caligari. Pour ce rôle il remporte le Premio Pasinetti de la Mostra de Venise 2015.
En 2015, il joue dans le film de super-héros On l'appelle Jeeg Robot (Lo chiamavano Jeeg Robot) du réalisateur débutant Gabriele Mainetti, où il incarne le personnage de l'antagoniste Fabio « le Gitan ». Il obtient pour ce rôle le David di Donatello du meilleur acteur dans un second rôle.
Lors de la Mostra de Venise 2019, il reçoit la Coupe Volpi de la meilleure interprétation masculine pour Martin Eden.
En 2020 il est membre du jury du 70e Festival de Berlin, sous la présidence de Jeremy Irons.

## Filmographie

### Cinéma
- 2010 : La Solitude des nombres premiers (La solitudine dei numeri primi) de Saverio Costanzo : Mattia Balossino adulte
- 2011 : L'ultimo terrestre (it) de Gian Alfonso Pacinotti : Roberta
- 2012 : Chaque jour que Dieu fait (Tutti i santi giorni) de Paolo Virzì : Guido Caselli
- 2012 : Nina d'elisa Fuksas : Fabrizio
- 2012 : Waves de Corrado Sassi : Gabriele
- 2013 : La grande bellezza de Paolo Sorrentino : Andrea
- 2014 : Il mondo fino in fondo d'Alessandro Lunardelli : Loris
- 2015 : Mauvaise Graine (Non essere cattivo) de Claudio Caligari : Cesare
- 2015 : On l'appelle Jeeg Robot (Lo chiamavano Jeeg Robot) de Gabriele Mainetti : Zingaro
- 2016 : Slam (Slam, tutto per una ragazza) d'Andrea Molaioli : Valerio
- 2017 : Le Père d'Italia (Il padre d'Italia) de Fabio Mollo : Paolo
- 2017 : Une affaire personnelle (Una questione privata) de Paolo et Vittorio Taviani : Milton
- 2017 : Lasciati andare de Francesco Amato : Ettore
- 2019 : Ricordi? de Valerio Mieli : Lui
- 2019 : Martin Eden de Pietro Marcello : Martin Eden
- 2020 : The Old Guard de Gina Prince-Bythewood : Nicky / Nicolὸ di Genova
- 2021 : Diabolik de Marco et Antonio Manetti : Diabolik
- 2022 : Les Huit Montagnes (Le otto montagne) de Felix Van Groeningen et Charlotte Vandermeersch : Pietro
- 2024 : Mufasa : Le Roi lion (Mufasa: The Lion King) de Barry Jenkins : Mufasa (voix italienne)
- 2025 : Paternal Leave (en) de Alissa Jung : le père
- 2025 : The Old Guard 2 de Victoria Mahoney : Nicky / Nicolὸ di Genova

### Télévision
- 2008 : I Cesaroni (série télévisée), saison 2, épisode 9 Un week-end da incorniciare : un ami
- 2008 : Provaci ancora prof ! (série télévisée), saison 3, épisode 6 Una sera troppo fredda : Fabrizio
- 2009 : Butta la luna (série télévisée), saison 2, épisode 3 :
- 2012 : Maria di Nazaret de Giacomo Campiotti (téléfilm) : Joseph
- 2016 : A Dangerous Fortune (téléfilm) de Christian Schwochow : Mickey Miranda
- 2018 : Trust (saison 1) : Primo
- 2025 : M - L'Enfant du siècle : Benito Mussolini

### Jeux vidéo
- 2025 : Death Stranding 2: On the Beach : Neil Vana[3]

## Clips vidéo
- Niente di strano, single de Giorgio Poi, réalisé par Francesco Lettieri (2016)

## Récompenses et distinctions
- David di Donatello 2016 : Meilleur acteur dans un second rôle pour On l'appelle Jeeg Robot
- Ruban d'argent 2016 : meilleur acteur dans un second rôle pour On l'appelle Jeeg Robot
- Ciak d'oro 2016 : meilleur acteur dans un second rôle pour On l'appelle Jeeg Robot
- Mostra de Venise 2019 : Coupe Volpi de la meilleure interprétation masculine pour Martin Eden[4].